# Tukir

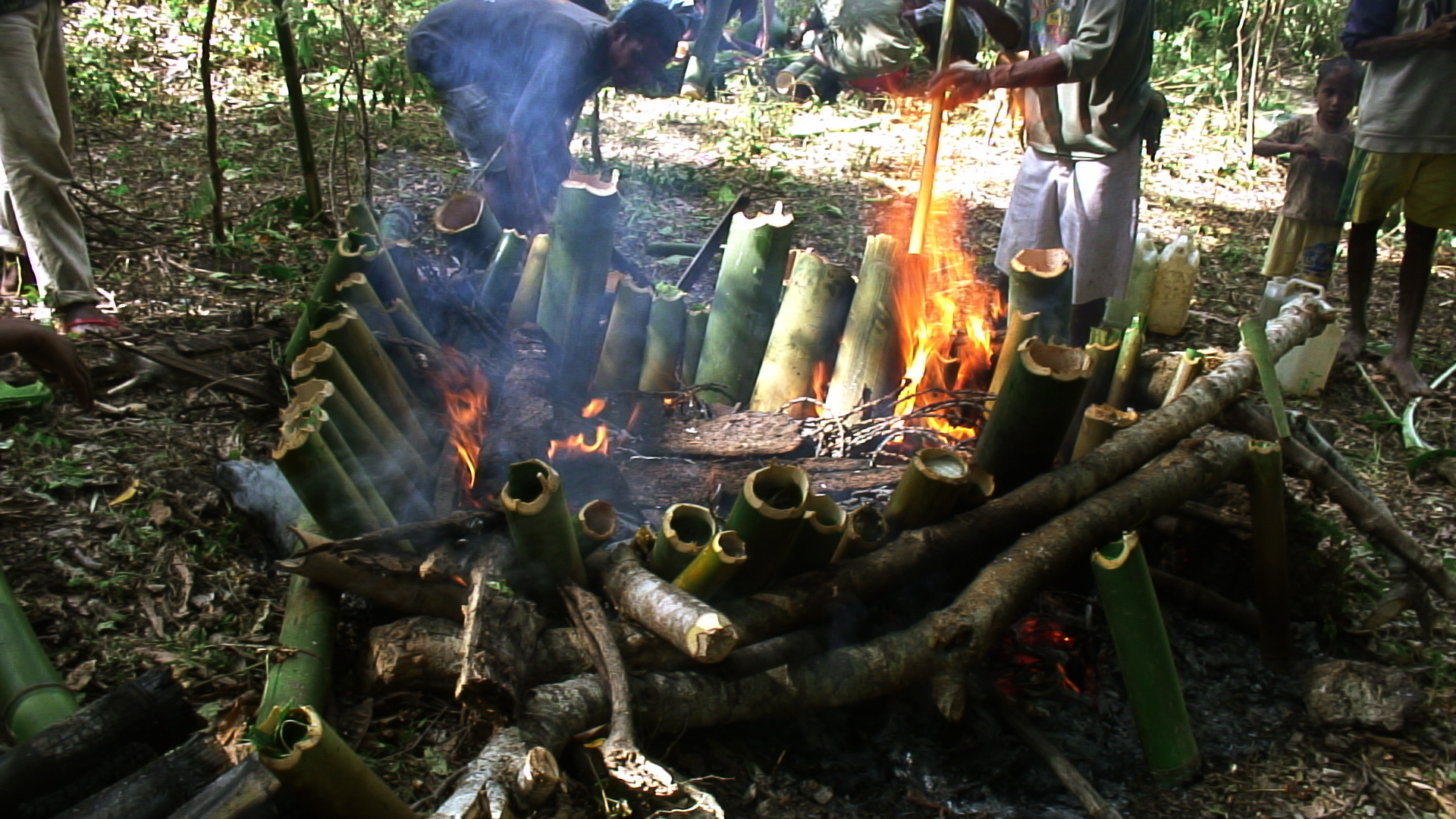
Tukir-Bambusrohre im Feuer

Tukir (auch Tuquir) ist eine traditionelle Methode der Essenszubereitung in Osttimor, bei der Fleisch, teils zusammen mit Reis und/oder Gemüse, im Freien im offenen Feuer gegart wird. Sie wird bei Familienfesten und anderen Feierlichkeiten angewandt.

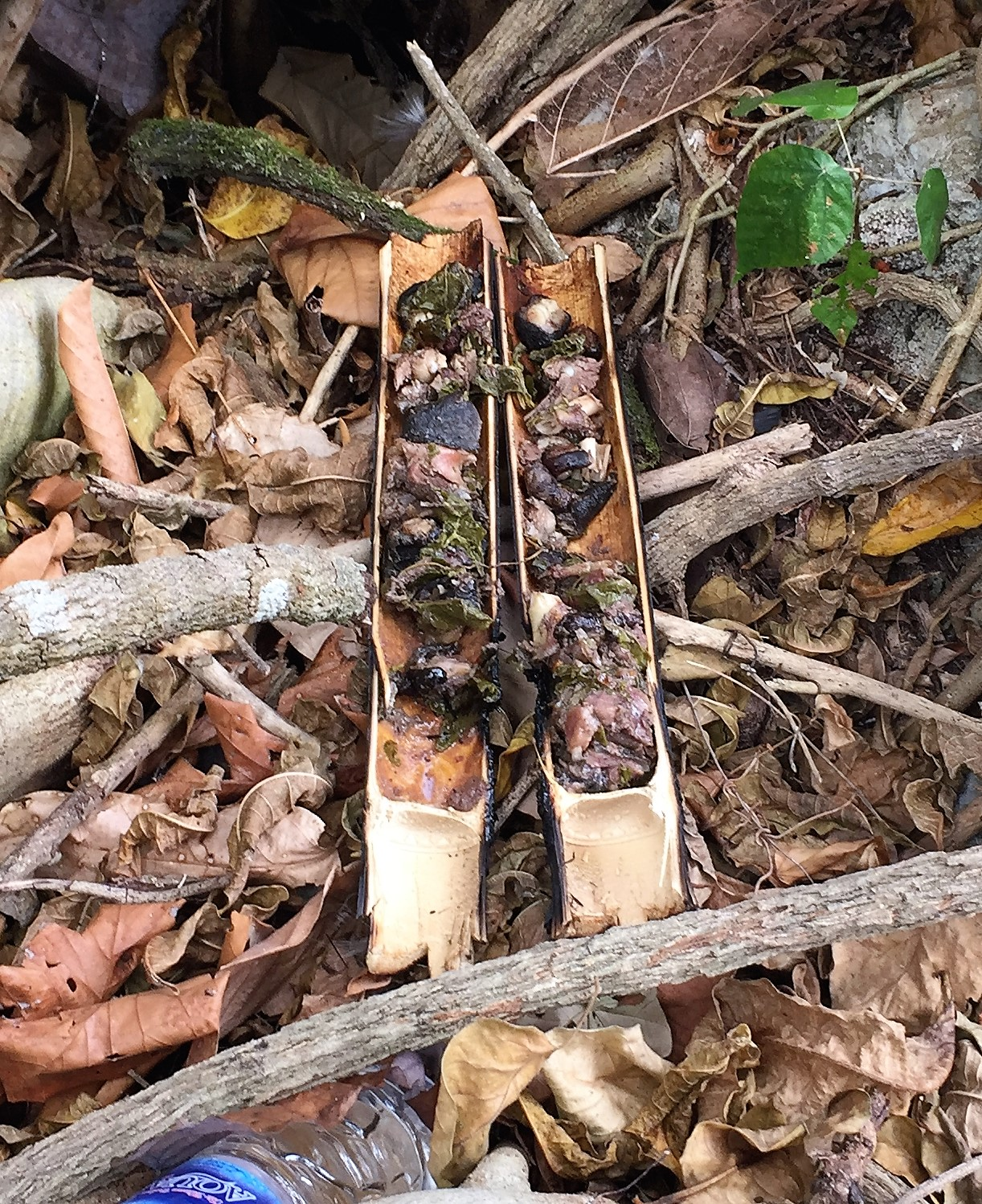
Geöffnetes Tukir bei einem Fest in Babulo

Das Fleisch, vor allem Lamm und Ziege, wird zunächst kräftig gewürzt. Typische Gewürze sind Kurkuma, Knoblauch, Tamarinde, Zitrone oder Zitronengras. Dann wird das Fleisch entweder alleine oder zusammen mit Reis und/oder gehacktem Gemüse in etwa 60 cm lange Bambusrohre gefüllt und diese werden ins Feuer gestellt. Wenn das Fleisch fertig gegart ist, werden die Rohre einfach gespalten.